# Templet i Köpenhamn
Templet i Köpenhamn (Templet i København) är ett Jesu Kristi Kyrka av Sista Dagars Heliga-tempel i Köpenhamn i Danmark. Templet invigdes den 23 maj 2004.